# Nýrov
Nýrov (en allemand : Nejrow) est une commune du district de Blansko, dans la région de Moravie-du-Sud, en République tchèque. Sa population s'élevait à 220 habitants en 2020.

## Géographie
Nýrov se trouve à 3 km au nord-est du centre de Kunštát, à 20 km au nord-nord-ouest de Blansko, à 38 km au nord-nord-ouest de Brno et à 163 km à l'est-sud-est de Prague.
La commune est limitée par Letovice au nord et à l'est, par Svitávka à l'est, par Sebranice au sud, et par Kunštát au sud et à l'ouest.

## Histoire
La première mention écrite de la localité date de 1368.